# کالین دکستر
کالین دکستر (انگلیسی: Colin Dexter; ۲۹ سپتامبر ۱۹۳۰ – ۲۱ مارس ۲۰۱۷) نویسنده بریتانیایی داستان‌های جنایی بود.
 شهرت وی بیشتر به خاطر خلق شخصیت کارآگاه مورس بود که بر اساس آن مجموعه تلویزیونی به همین نام نیز تولید شد.